# Михайловка (Винницкий район)
Михайловка (укр. Михайлівка) — село в Винницком районе Винницкой области Украины.
Код КОАТУУ — 0520681406. Население по переписи 2001 года составляет 906 человек. Почтовый индекс — 23203. Телефонный код — 432.
Занимает площадь 2,184 км².
В селе действует храм Апостола и Евангелиста Иоанна Богослова Винницкого районного благочиния Винницкой епархии Украинской православной церкви.

## Адрес местного совета
23203, Винницкая область, Винницкий р-н, с.Гуменное